# 弗朗茨·齐尔
弗朗茨·H·齐尔（德語：Franz H. Ziehl，1857年4月13日—1926年4月7日）是一位德国细菌学家，知名于与弗里德里希·尼尔森共同发明了齐尔-尼尔森染色。